# Eugene Koonin

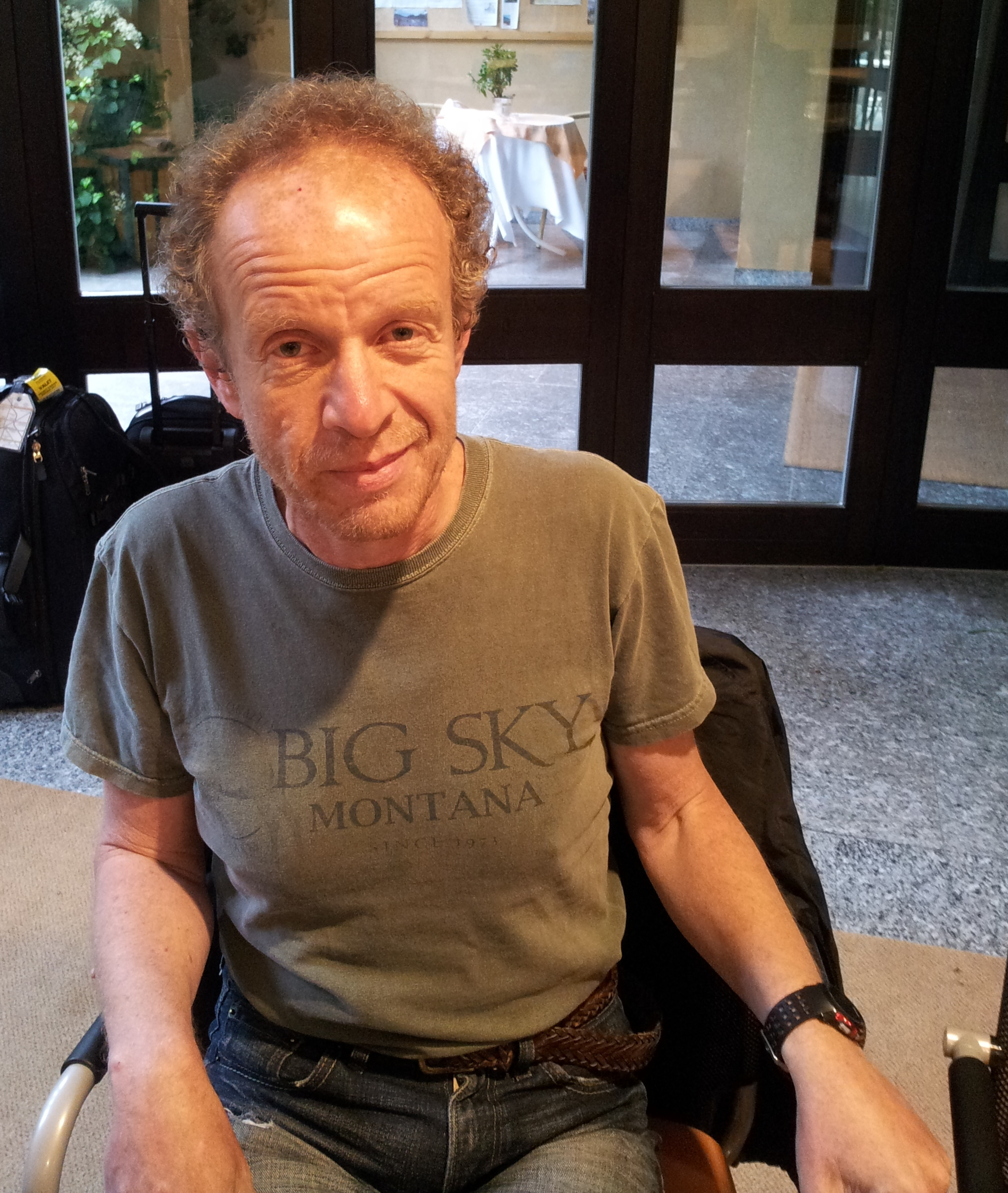
Eugene Koonin

Eugene Koonin (russisch Евге́ний Ви́кторович Ку́нин Jewgeni Wiktorowitsch Kunin; geboren am 26. Oktober 1956 in Moskau, UdSSR) ist ein russisch-amerikanischer Biologe am National Center for Biotechnology Information (NCBI). Er ist ein anerkannter Experte auf dem Gebiet der Evolutions- und Bioinformatik (en. computational biology).

## Ausbildung
Eugene Koonin erwarb 1978 das Diplom und 1983 den Titel Kandidat der Wissenschaften in Biologie an der Staatlichen Universität Moskau; seine Doktorarbeit mit dem Titel „Multienzymorganisation der Replikationskomplexe des Enzephalomyokarditis-Virus“ (Multienzyme organization of encephalomyocarditis virus replication complexes) wurde von Virologen und Genetiker Vadim I. Agol betreut.

## Forschungsarbeit
Von 1985 bis 1991 arbeitete Eugene Koonin als Forschungswissenschaftler im Bereich der Bioinformatik/Computerbiologie an den Instituten für Poliomyelitis und Mikrobiologie der Akademie der Medizinischen Wissenschaften der UdSSR und untersuchte die Biochemie von Viren und die Genetik von Bakterien. 1991 wechselte Koonin zum NCBI, wo er seit 1996 eine Position als Senior Investigator innehat und Leiter der Evolutionary Genomics Research Group ist.
Zu Koonins Hauptforschungszielen gehören die vergleichende Analyse sequenzierter Genome und automatische Methoden zur Identifizierung von Genfunktionen auf Genomebene,
sowie die Anwendung der vergleichenden Genomik für phylogenetische Analysen, die (theoretische) Rekonstruktion früherer Lebensformen und die Erstellung groß angelegter evolutionärer Szenarien sowie die mathematische Modellierung der Genomevolution.
Seine Forschungsarbeiten befassen sich auch mit der computergestützten Untersuchung der wichtigsten Schritte und Phasen in der Evolution des Lebens (z. B. die Eukaryogenese, d. h. die Entstehung der Eukaryoten) und der Evolution der eukaryotischen Signalwege und Abstammungslinien aus der Perspektive der vergleichenden Genomik.

## Karriere
Eugene Koonin war als Lehrbeauftragter am Georgia Institute of Technology, an der Boston University und an der Universität Haifa tätig.
Seit 2014 ist er Mitglied des beratenden Redaktionsausschusses von Trends in Genetics und Mitherausgeber der Open-Access-Zeitschrift Biology Direct.
Von 1999 bis 2001 war er Mitglied des Redaktionsausschusses des Journals Bioinformatics.
Darüber hinaus ist er auch Mitglied des Beirats für Bioinformatik an der Faculty of 1000.
Im Jahr 2013 wurde Koonin in die American Academy of Arts and Sciences gewählt, 2016 in die National Academy of Sciences.
Seit 2019 ist er ausländisches Mitglied der russischen Akademie der Wissenschaften, seit 2021 auswärtiges Mitglied der Academia Europaea und seit 2022 Mitglied der National Academy of Medicine.

## Bibliographie (Auswahl)
- Valerian V. Dolja, Mart Krupovic, Eugene V. Koonin: Deep Roots and Splendid Boughs of the Global Plant Virome. In: Annual Review of Phytopathology. 58. Jahrgang, Nr. 1, 25. August 2020, S. 23–53, doi:10.1146/annurev-phyto-030320-041346, PMID 32459570 (englisch, archives-ouvertes.fr [PDF]).
- Valerian V. Dolja, Alexander V. Karasev, Eugene V. Koonin: Molecular Biology and Evolution of Closteroviruses: Sophisticated Build-up of Large RNA Genomes. In: Annual Review of Phytopathology. 32. Jahrgang, Nr. 1, September 1994, S. 261–285, doi:10.1146/annurev.py.32.090194.001401 (englisch).
- Kira S. Makarova, Yuri I. Wolf, Omer S. Alkhnbashi, Fabrizio Costa, Shiraz A. Shah, Sita J. Saunders, Rodolphe Barrangou, Stan J. J. Brouns, Emmanuelle Charpentier, Daniel H. Haft, Philippe Horvath, Sylvain Moineau, Francisco J. M. Mojica, Rebecca M. Terns, Michael P. Terns, Malcolm F. White, Alexander F. Yakunin, Roger A. Garrett, John van der Oost, Rolf Backofen, Eugene V. Koonin: An updated evolutionary classification of CRISPR–Cas systems. In: Nature Reviews Microbiology. 13. Jahrgang, Nr. 11, 28. September 2015, S. 722–736, doi:10.1038/nrmicro3569, PMID 26411297, PMC 5426118 (freier Volltext) – (englisch).
- Toni Gabaldón, Eugene V. Koonin: Functional and evolutionary implications of gene orthology. In: Nature Reviews Genetics. 14. Jahrgang, Nr. 5, 4. April 2013, S. 360–366, doi:10.1038/nrg3456, PMID 23552219, PMC 5877793 (freier Volltext) – (englisch).